# Newton (New Jersey)
Pour les articles homonymes, voir Newton.
La ville de Newton est une ville située dans le New Jersey, aux États-Unis, siège du comté de Sussex au nord de l'État. Au recensement de 2010, la ville est peuplée de 7 997 habitants.

## Histoire
Le nom de la ville est donné par les familles pionnières Hunt et Pettit, qui s'étaient initialement installés à Newton dans le comté de Queens à Long Island, avant de se déplacer dans le New Jersey.
Dès 1761, le gouverneur Josiah Hardy en fait le siège du comté de Sussex. Stratégiquement placée à la jonction de plusieurs voies de communication, la ville prospère autour du commerce et des transports. La compagnie de chemin de fer du Sussex (Sussex Railroad) atteint la ville en 1854, renforçant ainsi sa croissance et son identité propre : peu après, le 11 avril 1864, les autorités de l'État du New Jersey confèrent à Newton le statut de Town en y intégrant des parties du Township de Newton, qui disparaît administrativement pour laisser place aux Townships d'Andover et de Hampton.
Au cours du XXe siècle, les modifications des équilibres économiques se font visibles : la fermeture de la ligne de chemin de fer en 1966, ainsi que de plusieurs industries liées à l'agriculture locale, accompagnent l'intégration de Newton dans une vaste zone de banlieue autour de la métropole new-yorkaise. La ville parvient toutefois à maintenir une atmosphère de petite ville, notamment grâce à un effort de préservation de bâtiments anciens dans le centre.

## Organisation politique
La gouvernance de la ville est assurée par un conseil municipal de cinq membres, élus pour quatre ans dans des scrutins non partisans. Après chaque élection menant à un renouvellement partiel du conseil, celui-ci désigne un maire et un adjoint parmi les conseillers. Sandra Lee Diglio est le maire actuel, son mandat expirant en 2014.

## Géographie
D'après le bureau du recensement des États-Unis, la ville a une superficie de 8,207 km2. Sa population, en 2010, était de 7 997 hab, 3 170 ménages et 1 842 familles. La répartition ethnique était de 85,04 % d'Euro-Américains, 4,88 % d'Afro-Américains et 2,98 % d'Asio-Américains.
Le revenu par habitant était, en moyenne, de 25 296 dollars avec 12,8 % vivant sous le seuil de pauvreté.

## Personnalités nées dans la ville
- Will Bradley (en), musicien.
- Henry J. B. Cummings (en), homme de loi et politicien.
- Janeane Garofalo, comédienne.
- John W. Griggs, Attorney général.
- Robert H. McCarter (en), Attorney général du New Jersey.
- Rodman M. Price (en), représentant du New Jersey.